# Rachel (Nevada)

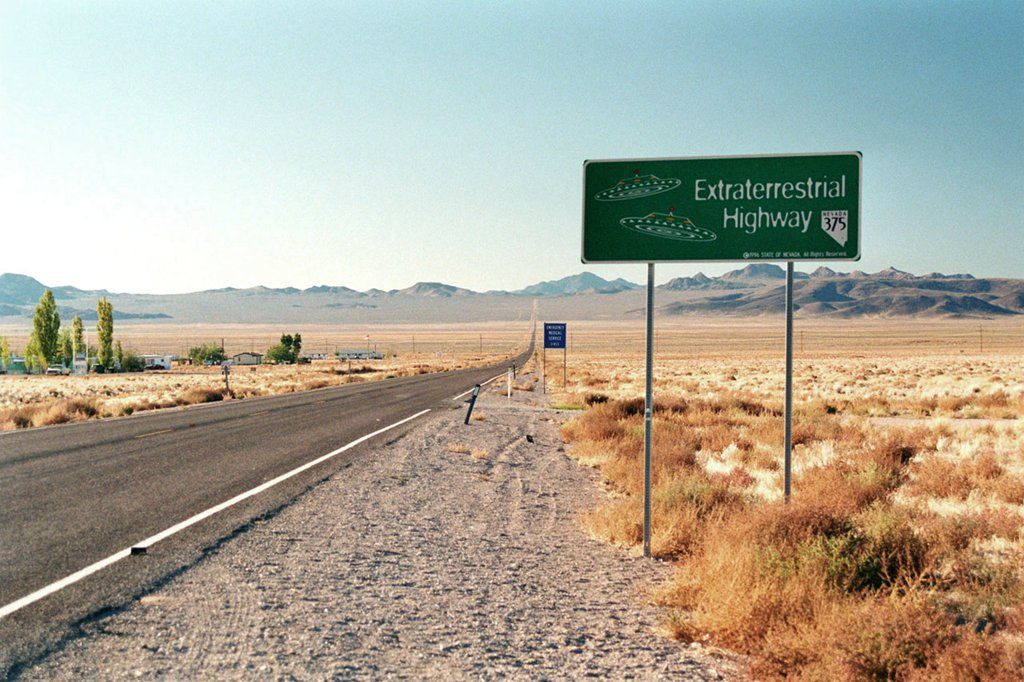
Rachel, vom Highway 375 aus gesehen

Der Ort Rachel liegt am südlichen Ende des Sand Springs Valleys in der von niederen Sträuchern geprägten Wüste Südnevadas, 185 km nördlich von Las Vegas im Lincoln County. Das U.S. Census Bureau hat bei der Volkszählung 2020 eine Einwohnerzahl von 48 ermittelt.
Rachel, nur durch eine parallel verlaufende Sandpiste vom Highway 375 („Extraterrestrial Highway“) getrennt, ist der nächstgelegene zivile Wohnplatz außerhalb der Area 51. Rachel liegt 21 km von der Grenze zum militärischen Sperrgebiet um die Area 51 und etwa 43 km von der Area 51 selbst entfernt. Der Ort wurde durch die naheliegende Area 51 seit dem Ende der 1980er Jahre zum Pilgerziel für Verschwörungstheoretiker und UFOlogen, die dort einen Ort vermuten, an dem Außerirdische erforscht würden.
Der Ort besteht im Wesentlichen aus einer Wohnwagensiedlung, in deren Zentrum sich die Mailbox Row befindet, einer Reihe von Briefkästen, einschließlich einem für abgehende Post. Letzterer existiert seit 2000. David Dawes und Jessica Landaw erstellten 1997 einen Dokumentarfilm mit dem Namen Rachel, Nevada über den kleinen Ort.
Eine kleine Kneipe, das Little A’Le’Inn, mit Bildern von UFO-Sichtungen an den Wänden und einer Sammlung von Literatur zum Thema, bietet Essen und Übernachtungen. Einige Besucher hatten dort sogar ihre eigene Nahbegegnung der ersten Art, in Form von unüblichen Lichterscheinungen entlang des Highways 375, der mittlerweile auch offiziell Extraterrestrial Highway heißt. In den meisten Fällen finden diese Erscheinungen jedoch eine einfache Erklärung – Kampfjets des Übungsgeländes Nellis Range bei Zielübungen entlang des Highways.

## Geschichte
Als Gründungsdatum des heutigen Rachel wird der 22. März 1978 angenommen, der Tag, an dem das Sand Springs Valley an die Elektrizitätsversorgung angeschlossen wurde. Gegründet wurde die Ortschaft durch D. C. Day, der in der Nähe einen landwirtschaftlichen Betrieb besaß und Luzernen anbaute. Die Entstehung der Ansiedlung hing mit einem 1988 aufgegebenen Wolfram-Bergwerk zusammen. Der Ort hieß ursprünglich Tempiute Village, später Sand Springs.

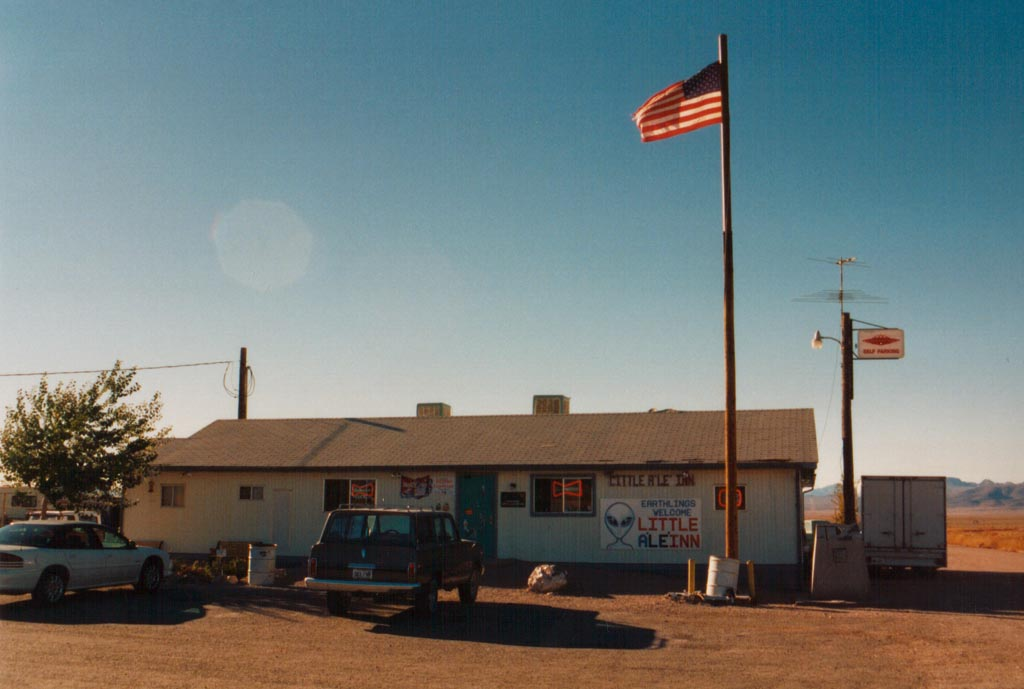
Little A’Le’Inn; Bar, Restaurant & Motel

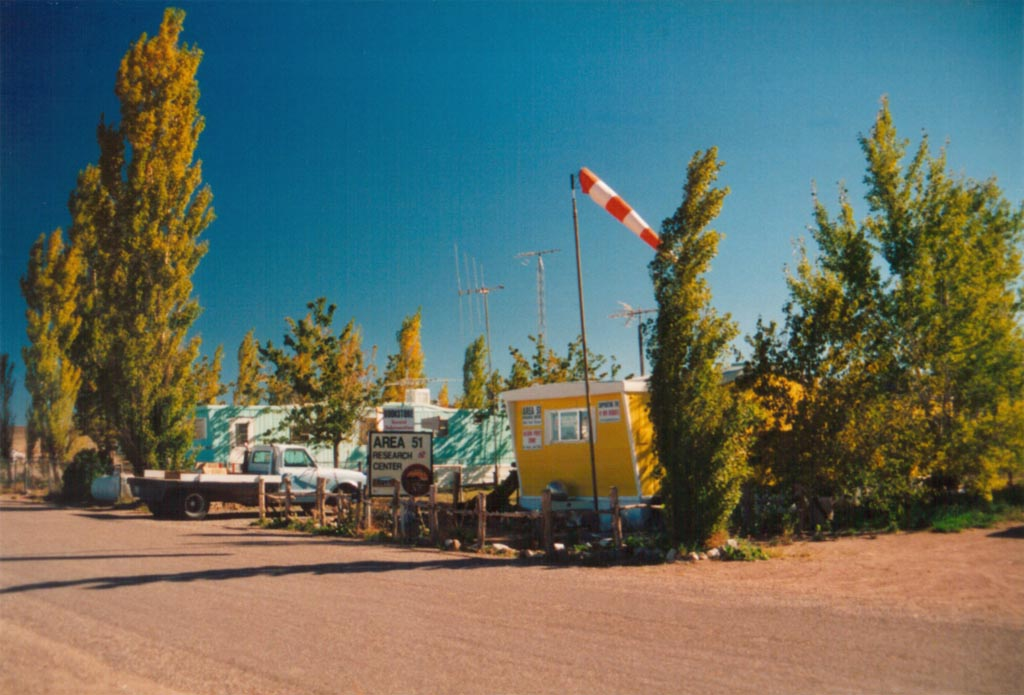
Ehemaliges Area 51 Research Center, Rachel NV

Sein heutiger Name wird von dem Namen des ersten und bislang einzigen im Sand Spring Valley geborenen, urkundlich erwähnten Kindes, einer Rachel Jones, abgeleitet. Rachel Jones wurde am 15. Februar 1977 im Wohnwagen ihres Vaters geboren. Die Einwohner feiern dies jährlich mit einer kleinen Parade am zweiten Sonnabend im Mai, dem „Rachel Day“.
Rachel hatte zu seiner besten Zeit, bevor 1988 die Mine geschlossen wurde, 500 Einwohner.
Nachdem in einer Facebook-Gruppe zur Stürmung der Area 51 für den 20. September 2019 aufgerufen wurde, war der einzige gastronomische Betrieb ausgebucht.

## Wirtschaft
Wirtschaftliche Grundlagen sind heute der Tourismus, die Beschäftigung auf dem Militärflugplatz oder einer nahen Teststrecke und der Anbau von Luzernen auf etwa 20 kreisrunden bewässerten Feldern von etwa 800 Metern Durchmesser.
Im Ort befinden sich zwei Betriebe: Das Little A’Le’Inn und der Rachel Senior Center Thrift Store, ein kleines Geschäft für die nötigsten Dinge des Lebens. Das früher in der Nähe von Union Carbide betriebene Wolframbergwerk Tempiute Tungsten Mine ist seit 1988 nicht mehr in Betrieb.
Die Tankstelle mit Quik Pik Mini Mart ist seit dem Winter 2006/2007 insolvent. Die nächsten Tankstellen liegen 60 Meilen südlich in Ash Springs oder 110 Meilen nördlich in Tonopah. Auch der früher Area 51 Research Center genannte, 1993 von Glenn Campbell begründete Laden, in dem Bücher, Karten und Souvenirs verkauft wurden, besteht seit dem November 2001 nicht mehr.